# Kloracetofenon
Kloracetofenon (klor + acetofenon, fenacil klorid, 2-kloro-1-feniletanon, C6H5COCH2Cl) je bijela kristalna tvar s talištem pri 54 °C, ugodna mirisa. U vodi je praktički netopljiv, dobro je topljiv u alkoholu, eteru i benzenu. Pripravlja se kloriranjem acetofenona. Kemijski je bojni otrov iz skupine suzavaca. Često se primjenjivao radi suzbijanja nereda pa je dobio naziv policijski otrov. U vojsci je poznat pod kraticom CN.